# Bahía de Cupica
La bahía de Cupica es una bahía del océano Pacífico ubicada al occidente del departamento de Chocó, en Colombia, en la parte noroeste del país, a 400 km al noroeste de la capital, Bogotá. Se encuentra ubicado, a su vez, en el interior del golfo de Cupica.
El clima de selva tropical prevalece en el área. La temperatura media anual en el embudo es de 21 °C. El mes más cálido es enero, cuando la temperatura promedio es de 22 °C, y el más frío es agosto, a 20 °C. El promedio anual promedio es de 5 178 milímetros. El mes más lluvioso es mayo, con un promedio de 514 mm de precipitación, y el más seco es enero, con 321 mm de lluvia.